# Love Is a Many-Splendored Thing (canción)
«Love Is a Many-Splendored Thing» es una canción del año 1955 con música del compositor estadounidense Sammy Fain y letra de Paul Francis Webster para la película homónima —en España se llamó La colina del adiós; en Argentina, Angustia de un querer; y en otros países de habla hispana, El amor es una cosa esplendorosa—, ganadora del premio Óscar a la mejor canción original de dicho año. En un principio la canción no tenía letra, pero se le añadió para hacer posible su participación en los premios Óscar como Mejor canción original. La versión más exitosa fue la grabada por The Four Aces.

## En otras películas
La canción aparece en otras películas como Grease, Private Parts, El profesor chiflado II: La familia Klump, y es mencionada en Moulin Rouge!.